# Austrosminthurus mirabilis
Genre
Espèce
Austrosminthurus mirabilis, unique représentant du genre Austrosminthurus, est une espèce de collemboles de la famille des Sminthuridae.

## Distribution
Cette espèce est endémique d'Argentine.

## Publication originale
- Delamare Deboutteville & Massoud, 1963 : Collemboles Symphypléones. Biologie de l'Amérique Australe, Volume II, Études sur la faune du sol, Éditions du centre National de la Recherche scientifique, p. 169-289.